# Anatolij Chrapatyj
Anatolij Michajlovič Chrapatyj (in russo Анатолий Михайлович Храпатый?; Vladimiromichajlovka, 20 ottobre 1963 – Aršaly, 11 agosto 2008) è stato un sollevatore sovietico, dal 1991 kazako, campione olimpico, mondiale ed europeo, che ha gareggiato nelle categorie dei pesi massimi leggeri (fino a 82,5 kg.), dei pesi medio-massimi (fino a 90/91 kg.), dei pesi massimi primi (fino a 99 kg.) e dei pesi massimi (fino a 105 kg.).
Ha preso parte a tre edizioni dei Giochi Olimpici, conquistando una medaglia d'oro ed una d'argento.

## Biografia
Nato in Kazakistan da una famiglia di origini russe e ucraine, Chrapatyj, dopo un'infanzia difficile, cominciò a praticare da adolescente lo sport della lotta per poi passare poco dopo al sollevamento pesi.
All'età di 19 anni, nel 1983, era già diventato campione nazionale sovietico nei pesi massimi leggeri, titolo che confermò anche l'anno successivo.
Dopo gli studi all'Istituto di Meccanizzazione e Agricoltura, nel 1984 si sposò con una ragazza conosciuta all'età di 16 anni e lo stesso anno ottenne il primo di una lunga serie di podi in competizioni di massimo livello internazionale, vincendo la medaglia di bronzo nella categoria dei pesi massimi leggeri ai campionati europei di Vitoria con 390 kg. nel totale.
Nel 1985 vinse nel mese di maggio la medaglia di bronzo ai campionati europei di Katowice con 380 kg. nel totale e, dopo aver fatto il salto alla categoria superiore dei pesi medio-massimi (fino a 90 kg.), nel mese di agosto partecipò ai Campionati mondiali di Södertälje, salendo sul gradino più alto del podio con 395 kg. nel totale, a pari merito con il connazionale Viktor Solodov.
Da lì in avanti, fino al 1990, Chrapatyj dominò tutte le competizioni internazionali a cui prese parte, non scendendo mai dal primo gradino del podio.
Infatti, nel triennio successivo ottenne i seguenti risultati: nel 1986 campione europeo a Karl-Marx-Stadt con 410 kg. nel totale e campione mondiale a Sofia con 412,5 kg. nel totale; nel 1987 campione europeo a Reims con 415 kg. nel totale e campione mondiale a Ostrava con 417,5 kg. nel totale; nel 1988 fu campione europeo a Cardiff con 420 kg. nel totale.
Sempre nel 1988 partecipò alle Olimpiadi di Seul, vincendo la medaglia d'oro con 412,5 kg. nel totale, davanti al connazionale Nail' Muchamed'jarov (400 kg.) e al polacco Sławomir Zawada (400 kg. come Muchamed'jarov).
Nel 1989 vinse la medaglia d'oro ai Campionati mondiali ed europei di Atene con 415 kg. nel totale, battendo il connazionale Sergej Syrcov (407,5 kg.) e il bulgaro Ivan Chakarov (400 kg.).
L'anno seguente fu ancora medaglia d'oro dapprima ai campionati europei di Aalborg con 402,5 kg. nel totale e poi ai campionati mondiali di Budapest con 397,5 kg. nel totale, davanti a Chakarov (392,5 kg.) e al sudcoreano Kim Byung-chan (372,5 kg.).
Subito dopo quest'ultimo titolo mondiale Chrapatyj dovette, però, fare i conti con una distrofia che gli accorciò la gamba destra di 5 centimetri e lo costrinse ad abbandonare il sollevamento pesi.
Ma “la tigre siberiana”, come era stato soprannominato negli ambienti sportivi, non si dette per vinto e sottoponendosi a dei duri allenamenti riuscì a riacquistare la mobilità dell'arto e a ritornare appieno all'attività agonistica nel 1993 in rappresentanza del Kazakistan, a seguito del dissolvimento dell'Unione Sovietica.
Lo stesso anno Chrapatyj gareggiò ai campionati mondiali di Melbourne nella categoria dei pesi medio-massimi, il cui limite era stato nel frattempo elevato a 91 kg., riuscendo a salire sul podio con la medaglia di bronzo, ottenuta sollevando 395 kg. nel totale.
Nel 1994 conquistò la medaglia d'argento ai Giochi Asiatici di Hiroshima dietro al connazionale Andrej Makarov e l'anno successivo, dopo essere passato alla categoria superiore dei pesi massimi primi, vinse un'altra medaglia di bronzo ai campionati mondiali di Guangzhou con 400 kg. nel totale.
Nel 1996 prese parte alle Olimpiadi di Atlanta, dopo aver dovuto saltare quelle di Barcellona '92 a causa della distrofia, riuscendo a conquistare la medaglia d'argento con 410 kg. nel totale, preceduto solo dal fuoriclasse greco di origine georgiana Kakhi Kakhiashvili (420 kg.) e davanti all'ucraino Denys Hotfrid (402,5 kg.).
Dopo aver fatto un nuovo salto di categoria, passando in quella dei pesi massimi, nel 1998 Chrapatyj fu ancora medaglia d'argento ai Giochi Asiatici di Bangkok con 407,5 kg. nel totale, battuto dal cinese Cui Wenhua (410 kg.) e tenendosi alle spalle il sudcoreano Choi Jong-keun (405 kg.).
L'anno seguente terminò al 10º posto finale ai campionati mondiali di Atene con 400 kg. nel totale.
Decise di partecipare alla sua terza Olimpiade, quella di Sydney 2000, dove però non riuscì a classificarsi, avendo fallito i tre tentativi di ingresso nella prova di strappo alla quota di 177,5 kg.
Dopo quest'ultima competizione si ritirò dall'attività agonistica, diventando allenatore di sollevamento pesi e venendo nominato responsabile tecnico della squadra nazionale di sollevamento pesi del Kazakistan.
Nel corso della sua carriera di sollevatore Chrapatyj realizzò cinque record mondiali, di cui uno nella prova di strappo e uno nel totale nei pesi massimi leggeri, due nella prova di slancio nei pesi medio-massimi (90 kg.) e uno nella prova di slancio nei pesi massimi primi.
Anatolij Chrapatyj perse la vita tragicamente in un incidente motociclistico a 44 anni.